# Darrtown (Ohio)
Darrtown es un lugar designado por el censo ubicado en el condado de Butler en el estado estadounidense de Ohio. En el Censo de 2010 tenía una población de 516 habitantes y una densidad poblacional de 84,56 personas por km².

## Geografía
Darrtown se encuentra ubicado en las coordenadas 39°29′51″N 84°40′9″O / 39.49750, -84.66917. Según la Oficina del Censo de los Estados Unidos, Darrtown tiene una superficie total de 6.1 km², de la cual 6.1 km² corresponden a tierra firme y (0%) 0 km² es agua.

## Demografía
Según el censo de 2010, había 516 personas residiendo en Darrtown. La densidad de población era de 84,56 hab./km². De los 516 habitantes, Darrtown estaba compuesto por el 98.45% blancos, el 0.39% eran afroamericanos, el 0.39% eran amerindios, el 0% eran asiáticos, el 0% eran isleños del Pacífico, el 0% eran de otras razas y el 0.78% pertenecían a dos o más razas. Del total de la población el 0.39% eran hispanos o latinos de cualquier raza.